# Rambler 1902 Replica
Rambler 1902 Replica war eine US-amerikanische Automobilmarke der America Air Products Corporation.

## Beschreibung
Das Unternehmen aus Fort Lauderdale im US-Bundesstaat Florida stellte zwischen 1959 und 1960 Automobile dieses Markennamens her. Wie der Name bereits aussagt, handelte es sich um eine Replica des Rambler von 1902. Der Wagen hatte 1956 mm Radstand und wurde von einem luftgekühlten Einzylindermotor mit 4 bhp (2,9 kW) angetrieben. 1960 übernahm die Gaslight Motors Corporation in Detroit, einer Großstadt im Nordosten des US-Bundesstaates Michigan, die Fertigung. Der Merry Olds wurde ebenfalls von der American Air Products Corporation gefertigt.